# Нощните бдения на поп Вечерко
„Нощните бдения на поп Вечерко“ е български телевизионен игрален филм (черна комедия) от 1980 година на режисьора Димитър Петров, по сценарий на Славчо Трънски. Оператор е Цветан Чобански. Музиката във филма е композирана от Димитър Бояджиев.

## Сюжет
Втората световна война. В малко планинско село поп Вечерко живее спокойно със своите съселяни. Един ден идва вестта, че свещеникът от съседното село е починал и той трябва да го опее. Вместо покойник, поп Вечерко открива предрешен като духовник партизанин. Не след дълго къщата на поп Вечерко се превръща в убежище за една нелегална печатница. По цели нощи поп Вечерко върти валяка, под който излиза „Комунистически манифест“, носещ корицата на „Житието на Йоан Златоуст“. Един ден в резултат на недоразумение в Синода е отнесен и веднага разпратен цял пакет от това „житие“. Свещениците от района са арестувани. Следствието е в ход, но още не е достигнало до конспираторите. На помощ идва щастливият случай – деца подхвърлят граната в „главната квартира“ на следствието: следва оглушителен взрив, настъпва суматоха, а в това време попът-конспиратор и неговият неволно забъркал се съучастник – кметът, се измъкват незабелязани.

## Актьорски състав
- Константин Коцев – поп Вечерко
- Георги Калоянчев – кметът
- Димитър Панов – бай Димитър
- Павел Поппандов – Боян
- Цветана Манева – Милка
- Анна Пенчева – попадията
- Иван Иванов – Мишо
- Любомир Киселички
- Елена Стефанова
- Панайот Янев

В епизодите:
- Г. Цончев
- Стоил Попов (като Ст. Попов)
- Ангел Иванов (като А. Иванов)
- Стефан Стойчев (като Ст. Стойчев)
- Аспарух Сариев (като А. Сариев)
- Петко Петков (като П. Петков)
- Петър Гетов (като П. Гетов)
- С. Василев
- Владимир Давчев (като В. Давчев) - отец Анани
- Иван Цветарски (като Цв. Цветарски)
- Димитър Спасов (като Д. Спасов)
- Герасим Младенов (като Г. Младенов)
- Бл. Стойчева
- Никола Ханджийски (като Н. Ханджийски)
- Иван Гайдарджиев (като Ив. Гайдарджиев)
- Цветана Гайдарджиева (като Цв. Гайдарджиева)
- Петър Петров (не е посочен в надписите на филма)

В детските роли:
- Росен Петров
- Росен Русков
- Николай Тончев
- Росен Евтимов
- Атанас Илиев
- Атанас Димитров
- Никола Милков